# Agat Point
Der Agat Point (englisch für Achatspitze, polnisch Przylądek Agat) ist eine Landspitze am Westufer der Admiralty Bay von King George Island im Archipel der Südlichen Shetlandinseln. Sie liegt unmittelbar nördlich der Staszek Cove.
Polnische Wissenschaftler benannten sie 1980 nach dem hier entdeckten Achatvorkommen.